# Nevermore/Diskografie
Diese Diskografie ist eine Übersicht über die musikalischen Werke der US-amerikanischen Progressive-/Thrash-Metal-Band Nevermore.

## Alben

### Studioalben
| Jahr | Titel Musiklabel                         | Höchstplatzierung, Gesamtwochen, AuszeichnungChartplatzierungen (Jahr, Titel, Musiklabel, Platzierungen, Wochen, Auszeichnungen, Anmerkungen) | Höchstplatzierung, Gesamtwochen, AuszeichnungChartplatzierungen (Jahr, Titel, Musiklabel, Platzierungen, Wochen, Auszeichnungen, Anmerkungen) | Höchstplatzierung, Gesamtwochen, AuszeichnungChartplatzierungen (Jahr, Titel, Musiklabel, Platzierungen, Wochen, Auszeichnungen, Anmerkungen) | Höchstplatzierung, Gesamtwochen, AuszeichnungChartplatzierungen (Jahr, Titel, Musiklabel, Platzierungen, Wochen, Auszeichnungen, Anmerkungen) | Anmerkungen                                                                  |
| Jahr | Titel Musiklabel                         | DE | AT | CH | US | Anmerkungen                                                                  |
| ---- | ---------------------------------------- | --- | --- | --- | --- | ---------------------------------------------------------------------------- |
| 1995 | Nevermore Century Media                  | — | — | — | — | Erstveröffentlichung: 14. Februar 1995                                       |
| 1996 | The Politics of Ecstasy Century Media    | — | — | — | — | Erstveröffentlichung: 5. November 1996                                       |
| 1999 | Dreaming Neon Black Century Media        | DE80 (1 Wo.)DE | — | — | — | Erstveröffentlichung: 26. Januar 1999                                        |
| 2000 | Dead Heart in a Dead World Century Media | DE57 (1 Wo.)DE | — | — | — | Erstveröffentlichung: 17. Oktober 2000                                       |
| 2003 | Enemies of Reality Century Media         | DE34 (2 Wo.)DE | — | — | — | Erstveröffentlichung: 29. Juli 2003 2005 neu abgemischt wiederveröffentlicht |
| 2005 | This Godless Endeavor Century Media      | DE26 (4 Wo.)DE | CH63 (2 Wo.)CH | — | — | Erstveröffentlichung: 26. Juli 2005                                          |
| 2010 | The Obsidian Conspiracy Century Media    | DE13 (2 Wo.)DE | CH40 (1 Wo.)CH | AT34 (1 Wo.)AT | US132 (1 Wo.)US | Erstveröffentlichung: 8. Juni 2010                                           |

### Livealben
| Jahr | Titel Musiklabel                      | Höchstplatzierung, Gesamtwochen, AuszeichnungChartplatzierungen (Jahr, Titel, Musiklabel, Platzierungen, Wochen, Auszeichnungen, Anmerkungen) | Höchstplatzierung, Gesamtwochen, AuszeichnungChartplatzierungen (Jahr, Titel, Musiklabel, Platzierungen, Wochen, Auszeichnungen, Anmerkungen) | Höchstplatzierung, Gesamtwochen, AuszeichnungChartplatzierungen (Jahr, Titel, Musiklabel, Platzierungen, Wochen, Auszeichnungen, Anmerkungen) | Höchstplatzierung, Gesamtwochen, AuszeichnungChartplatzierungen (Jahr, Titel, Musiklabel, Platzierungen, Wochen, Auszeichnungen, Anmerkungen) | Anmerkungen                            |
| Jahr | Titel Musiklabel                      | DE | AT | CH | US | Anmerkungen                            |
| ---- | ------------------------------------- | --- | --- | --- | --- | -------------------------------------- |
| 2008 | The Year of the Voyager Century Media | DE82 (1 Wo.)DE | — | — | — | Erstveröffentlichung: 20. Oktober 2007 |

### Kompilationen
| Jahr | Titel Musiklabel                     | Anmerkungen                        |
| ---- | ------------------------------------ | ---------------------------------- |
| 2009 | Manifesto of Nevermore Century Media | Erstveröffentlichung: 2. März 2009 |

### EPs
| Jahr | Titel Musiklabel        | Anmerkungen                         |
| ---- | ----------------------- | ----------------------------------- |
| 1996 | In Memory Century Media | Erstveröffentlichung: 23. Juli 1996 |

### Demos
| Jahr | Titel     | Anmerkungen                |
| ---- | --------- | -------------------------- |
| 1992 | Utopia    | Erstveröffentlichung: 1992 |
| 1994 | Demo 1994 | Erstveröffentlichung: 1994 |

## Singles
| Jahr | Titel Album                                   | Anmerkungen                            |
| ---- | --------------------------------------------- | -------------------------------------- |
| 2001 | Believe in Nothing Dead Heart in a Dead World | Erstveröffentlichung: 6. Dezember 2001 |

## Videoalben und Musikvideos

### Videoalben
- 2008: The Year of the Voyager

### Musikvideos
- 1995: What Tomorrow Knows
- 1996: Next in Line
- 2000: Believe in Nothing
- 2003: I, Voyager
- 2003: Enemies of Reality
- 2005: Final Product
- 2005: Born
- 2008: Nacrosynthesis
- 2010: Emptiness Unobstructured

## Boxsets
| Jahr | Titel Musiklabel                      | Höchstplatzierung, Gesamtwochen, AuszeichnungChartplatzierungen (Jahr, Titel, Musiklabel, Platzierungen, Wochen, Auszeichnungen, Anmerkungen) | Höchstplatzierung, Gesamtwochen, AuszeichnungChartplatzierungen (Jahr, Titel, Musiklabel, Platzierungen, Wochen, Auszeichnungen, Anmerkungen) | Höchstplatzierung, Gesamtwochen, AuszeichnungChartplatzierungen (Jahr, Titel, Musiklabel, Platzierungen, Wochen, Auszeichnungen, Anmerkungen) | Höchstplatzierung, Gesamtwochen, AuszeichnungChartplatzierungen (Jahr, Titel, Musiklabel, Platzierungen, Wochen, Auszeichnungen, Anmerkungen) | Anmerkungen                        |
| Jahr | Titel Musiklabel                      | DE | AT | CH | US | Anmerkungen                        |
| ---- | ------------------------------------- | --- | --- | --- | --- | ---------------------------------- |
| 2018 | The Complete Collection Century Media | DE26 (1 Wo.)DE | — | — | — | Erstveröffentlichung: 9. März 2018 |

## Statistik

### Chartauswertung
|                     | DE    | AT    | CH    | US    |
| ------------------- | ----- | ----- | ----- | ----- |
| Nummer-eins-Alben   | DE—DE | AT—AT | CH—CH | US—US |
| Top-10-Alben        | DE—DE | AT—AT | CH—CH | US—US |
| Alben in den Charts | DE7DE | AT2AT | CH1CH | US1US |